# Melvin Schwartz
Melvin Schwartz, född 2 november 1932 i New York i New York, död 28 augusti 2006 i Twin Falls i Twin Falls County i Idaho, var en amerikansk fysiker.
Schwartz blev nobelpristagare i fysik år 1988 och tilldelades priset med motiveringen
"för metoden med neutrinostrålar och påvisandet av leptonernas dubblettstruktur genom upptäckten av myonneutrinon". Priset delades av Leon M Lederman och Jack Steinberger.
Schwartz växte upp i New York och studerade fysik vid Columbia University. Han tog sin doktorsexamen där 1958. Han var professor vid Stanford University mellan 1966 och 1983.
I början av 1960-talet utförde Lederman, Schwartz och Steinberger experiment vid Brookhaven National Laboratory där de använde en partikelaccelerator för att generera en stråle av neutriner, elementarpartiklar som inte har någon märkbar massa eller elektrisk laddning. Det var känt att när neutriner träffar materia så genereras ibland elektroner, ibland elektronlika partiklar som kallas myoner. Det var däremot inte känt om detta berodde på att det fanns olika typer av neutriner. Lederman, Schwartz och Steinberger visade att så var fallet och kallade den tidigare oidentifierade typen av neutriner som genererade myoner för myonneutrino. Denna upptäckt ledde till insikten att leptonerna, den familj av partiklar som elektroner och neutriner tillhör, bildar familjer av partiklar. Detta är nu en del av den så kallade standardmodellen som beskriver uppbyggnaden och kategoriseringen av elementarpartiklarna.